# Flugunfall der Twin Otter FAP-205
Am 31. Juli 1981 verunfallte eine de Havilland Canada DH-6 Twin Otter der panamaischen Luftwaffe mit dem Kennzeichen FAP-205 bei Cerro Marta, Coclesito, Provinz Coclé. Es gab keine Überlebenden. Unter den Opfern befand sich auch Brigadegeneral Omar Torrijos als de facto Militärdiktator Panamas. Die Unfallursache ist bis heute umstritten. Nach offizieller Darstellung lag ein Pilotenfehler in Verbindung mit schlechten Witterungsbedingungen vor; befreundete Politiker und Familienangehörige gehen von einem Attentat der CIA unter Mithilfe von Oberstleutnant Manuel Noriega aus.

## Der Flug
Die Twin Otter startete am 31. Juli 1981, 10.44 Uhr Ortszeit auf dem panamaischen Luftwaffenstützpunkt Río Hato. Ziel war der Flughafen Coclesito. An Bord befanden sich die dreiköpfige Flugzeugbesatzung und vier Passagiere:
1. Hauptmann (Capitán) Azael Adames, Pilot
2. Unterleutnant (Sub teniente) Victor Rangel, Copilot
3. Carlos E. Rivera (Bordmechaniker)
4. General Omar Torrijos (Passagier)
5. Sergeant (Sargento) Ricardo Machazek (Leibwächter Torrijos)
6. Jaime Correas (Leibwächter Torrijos)
7. Teresa Ferreiro (Zahntechnikerin)

Um 10.55 Uhr landete die Maschine für einen Zwischenstopp auf dem Flughafen Penonomé und startete erneut um 11.40 Uhr. Das Reiseziel Coclesito war lediglich 15 Flugminuten entfernt. Zum Zeitpunkt des Anflugs auf Coclesito herrschten äußerst schlechte Wetterbedingungen (Regenzeit). Um 11.55 Uhr verschwand die Twin Otter von den Radarschirmen in Coclesito. Die Regierung hielt das Verschwinden der Maschine für einen Tag geheim, da die lokale Radarüberwachung in ihrer Reichweite begrenzt war.
Im Verlauf des 1. August 1981 sah sich die Regierung gezwungen, das Verschwinden der Maschine zu bestätigen. Um 11.30 Uhr wurden mit US-amerikanischer Militärhilfe aus der Kanalzone die ersten Überreste der Maschine bei Cerro Marta in einer Höhe von gut 3100 Fuß entdeckt. Die Maschine war bis auf das Heckteil völlig zerstört und offenbar gegen den Hügel geprallt. Am 4. August fand für Torrijos ein Staatsbegräbnis statt.

## Die Untersuchung des Flugunfalls
Aufgrund der Untersuchungen der panamaischen Behörden, unterstützt durch das FBI, wurde festgestellt, dass
1. die Maschine auf einer Höhe von 3100 Fuß (ca. 945 Meter), bei einer Gesamthöhe des Cerro Marta von 3432 Fuß (ca. 1046 Meter), aufgeschlagen war,
2. zum Zeitpunkt des Unfalls aufgrund schlechten Wetters niedrige Sicht bestand,
3. der Unfall zwischen 11.55 Uhr und 12.05 Uhr geschah,
4. der Pilot im letzten Moment versucht hatte, die Landebahn zwischen den Bergen zu entdecken,
5. der Schaden am Flugzeug durch den Aufprall sowie das anschließende Feuer im Wrack entstanden war.

Während der Untersuchung gaben Einwohner Coclesitos an, dass sie zwei Explosionen gehört, jedoch aufgrund des herrschenden Nebels nichts gesehen hätten. Der zuständige Behördenvertreter Tulio Córdoba wurde unterrichtet, die von ihm aus Einwohnern zusammengestellte Suchmannschaft fand jedoch nichts.
Schon von Beginn der Untersuchungen an tauchten Gerüchte auf, nach denen es sich um ein politisches Attentat handele, entweder von der CIA aus außenpolitischen oder Oberstleutnant Manuel Noriega aus innenpolitischen und persönlichen Gründen initiiert. Die Untersuchungskommission kam unabhängig davon zum Ergebnis, dass der Unfall durch die Piloten verursacht worden sei:
The cause of the crash was the lack of situational awareness of the pilots in charge regarding vertical navigation, weather conditions, and proximity to terrain, which lead as a consequence to the placing of the airliner into a collision path against the mountain.
Weiterhin wurde festgestellt, dass sich das Flugzeug in einem einwandfreien technischen Zustand befunden habe und keine Spuren von Sprengstoffen an den Überresten gefunden worden seien.

## Kritik am Untersuchungsbericht
Der offizielle Untersuchungsbericht wurde sowohl von der breiten Öffentlichkeit als auch den Angehörigen der Opfer in Zweifel gezogen und die Militärs beschuldigt, die Untersuchungen manipuliert zu haben. Auch seien die Zeugenaussagen der Einwohner Coclesitos nicht in den Abschlussbericht eingeflossen. Bis Ende der 1980er Jahre wurden immer wieder Forderungen nach einer Neuaufnahme der Untersuchungen gestellt, die jedoch nicht stattfanden. Während der frühere US-amerikanische Geschäftsmann John Perkins in seinen Memoiren („Confessions of an Economic Hit Man“) behauptete, die CIA habe zur Durchsetzung US-amerikanischer Interessen in Zentralamerika einen Absturz durch eine Bombe verursacht, behauptete Noriega in seinen Memoiren („America’s Prisoner“), Torrijos Verhandlungen mit japanischen Geschäftsleuten bezüglich des Baus eines neuen Panamakanals hätten in amerikanischen Kreisen eine Antihaltung gegenüber Torrijos erzeugt.
2009 behauptete der frühere Oberst (Coronel) Roberto Díaz Herrera, in den 1980er Jahren einer der ranghöchsten und einflussreichsten Militärs Panamas und Cousin Torrijos, dass Noriega für einen Absturz der Maschine verantwortlich sei, um Torrijos Nachfolge anzutreten. Nach Díaz existierte ein so genannter Torrijos-Plan für die Umsetzung der sandinistischen Revolution, die von den Regierungen Costa Ricas, Kolumbiens und Venezuelas unterstützt wurde. Danach sollte die von den Sandinisten in Nicaragua geplante Alphabetisierungskampagne durch tausende von costa-ricanischen Lehrern betrieben werden, während die Finanzierung die US-Regierung Carter übernehmen sollte. Die kolumbianischen Streitkräfte sollten ein neues nicaraguanisches Heer aufbauen, das vorzugsweise mit der Beseitigung der massiven Schäden, die durch die Kämpfe in der Revolution entstanden waren, beschäftigt werden und keine Gefahr für die Nachbarstaaten darstellen sollte. Die venezolanische Luftwaffe sollte eine neue nicaraguanische Luftwaffe aufbauen, während Panama selbst den Aufbau einer neuen Staatspolizei übernehmen wollte.
Dieser Plan sei durch die Regierung Reagan und die „Falken“, die eine eher interventionistische Politik verfolgten, gemeinsam mit Noriega verhindert worden. Zu diesem Zeitpunkt sei Noriega bereits Leiter des panamaischen (Militär)Nachrichtendienstes G-2 gewesen. Die Wetterbedingungen seien zwar schlecht, aber für die Region keineswegs ungewöhnlich gewesen. Der Pilot sei erfahren und mit den örtlichen Bedingungen vertraut gewesen. Die Aussagen der Ortsbewohner ließen darauf schließen, dass die Maschine bereits in der Luft explodiert sei. Außerdem habe Noriega die Kontrolle über die Ermittlungen gehabt. Der dominikanische Politiker Juan Bosch habe gegenüber Torrijos Bruder Moises geäußert, dass die CIA in Zusammenarbeit mit einigen Panamaern für einen Absturz verantwortlich sei. Dass es sich um ein Attentat handelte, behauptete bereits 1981 Torrijos Leibwächter und Faktotum José de Jesús Martínez gegenüber dem britischen Schriftsteller Graham Greene: There was a bomb in the plane. I KNOW there was a bomb in the plane, but I can’t tell you why over the telephone. Diesen Verdacht äußerte Martínez 1992 erneut in dem Dokumentarfilm The Panama Deception; Torrijos sei ein Sicherheitsrisiko für die US-amerikanische Zentralamerikapolitik gewesen, vor allem im Kontext des Contra-Kriegs.